# Dicranomyia (Hesperolimonia) infuscata
Dicranomyia (Hesperolimonia) infuscata is een tweevleugelige uit de familie steltmuggen (Limoniidae). De soort komt voor in het Nearctisch gebied.